# Lista de estados do Brasil por rendimento mensal
Lista dos estados do Brasil por ordem decrescente do Valor do rendimento nominal mediano mensal das pessoas de 10 anos ou mais de idade, segundo estimativa do Censo 2010. 
| Posição | Estado              | Rendimento Médio | Homens  | Mulheres |
| ------- | ------------------- | ---------------- | ------- | -------- |
| 1       | Distrito Federal    | R$ 1000          | R$ 1200 | R$ 878   |
| 2       | Santa Catarina      | R$ 900           | R$ 1000 | R$ 750   |
| 3       | São Paulo           | R$ 900           | R$ 1000 | R$ 720   |
| 4       | Rio de Janeiro      | R$ 800           | R$ 1000 | R$ 650   |
| 5       | Rio Grande do Sul   | R$ 800           | R$ 910  | R$ 650   |
| 6       | Paraná              | R$ 770           | R$ 900  | R$ 605   |
| 7       | Mato Grosso         | R$ 700           | R$ 817  | R$ 520   |
| 8       | Mato Grosso do Sul  | R$ 700           | R$ 800  | R$ 550   |
| 9       | Goiás               | R$ 700           | R$ 800  | R$ 510   |
| 10      | Espírito Santo      | R$ 654           | R$ 800  | R$ 546   |
| 11      | Rondônia            | R$ 610           | R$ 800  | R$ 510   |
| 12      | Minas Gerais        | R$ 600           | R$ 750  | R$ 510   |
| 13      | Amapá               | R$ 600           | R$ 700  | R$ 510   |
| 14      | Roraima             | R$ 590           | R$ 640  | R$ 510   |
| 15      | Amazonas            | R$ 530           | R$ 620  | R$ 510   |
| 16      | Acre                | R$ 510           | R$ 600  | R$ 510   |
| 16      | Tocantins           | R$ 510           | R$ 600  | R$ 510   |
| 18      | Pará                | R$ 510           | R$ 510  | R$ 510   |
| 18      | Piauí               | R$ 510           | R$ 510  | R$ 510   |
| 18      | Rio Grande do Norte | R$ 510           | R$ 510  | R$ 510   |
| 18      | Ceará               | R$ 510           | R$ 510  | R$ 510   |
| 18      | Paraíba             | R$ 510           | R$ 510  | R$ 510   |
| 18      | Pernambuco          | R$ 510           | R$ 510  | R$ 510   |
| 18      | Alagoas             | R$ 510           | R$ 510  | R$ 510   |
| 18      | Sergipe             | R$ 510           | R$ 510  | R$ 510   |
| 18      | Bahia               | R$ 510           | R$ 510  | R$ 510   |
| 27      | Maranhão            | R$ 510           | R$ 510  | R$ 500   |